# Prosinec 2010
2. prosince – čtvrtek
- Na severu Izraele vypukl v pohoří Karmel v blízkosti města Haifa rozsáhlý lesní požár, který si již vyžádal desítky obětí. Evakuováno bylo již více než 13 tisíc obyvatel.[1][2]
- NASA oznámila objev první známé formy života, která ve své DNA místo fosforu zřejmě využívá arsen. Byla jím bakterie GFAJ-1 nalezená v kalifornském jezeře Mono Lake.[3]

7. prosince – úterý
- Ve věku 73 let zemřel český architekt Jan Bočan.[4]

8. prosince – středa
- Stávky státních zaměstnanců proti vládním úsporným opatřením se zúčastnilo na 150 tisíc lidí.[5]
- Zástupci Evropské unie rozhodli, že v Praze bude sídlit hlavní středisko navigačního systému Galileo.[6]
- Ve věku 78 let zemřel český hudební skladatel a varhaník v katedrále svatého Ducha v Hradci Králové Jiří Strejc.[7]

11. prosince – sobota
- Čeští florbalisté získali na mistrovství světa v Helsinkách bronzové medaile.[8]
- Ve věku 78 let zemřel spisovatel a nakladatel Vladislav Zadrobílek, tvořící pod pseudonymem D. Ž. Bor.[9]
- Muslimský atentátník v centru Stockholmu odpálil dvě bomby. Při explozích zemřel, další dva lidé byli lehce zraněni. Údajně se chtěl pomstít za otištění karikatur proroka Mohameda.[10]

13. prosince – pondělí
- Ve věku 69 let zemřel americký diplomat Richard Holbrooke, jeden ze zprostředkovatelů daytonských dohod z roku 1995, které ukončily válku v Bosně.[11]

15. prosince – středa
- Ministr životního prostředí Pavel Drobil podal demisi. Důvodem je odhalení manipulace se zakázkami na Státním fondu životního prostředí, údajně za účelem financování Drobilovy stranické kariéry.[12]
- Ve věku 88 let zemřel americký režisér, producent a scenárista Blake Edwards.[13]

21. prosince – úterý
- Prezident Václav Klaus udělil milost bývalé komunistické prokurátorce Ludmile Brožové-Polednové. Z šestiletého trestu si odpykala 21 měsíců.[14]
- Prezident Václav Klaus odvolal na návrh premiéra prvního člena Nečasovy vlády, ministra životního prostředí Pavla Drobila.[15]
- Vláda Petra Nečase přežila hlasování o nedůvěře, když pro její vyslovení bylo 80 a proti 113 poslanců.[16]
- Na funkci premiéra Černé Hory rezignoval Milo Đukanović, který se na vládě v zemi podílí od roku 1991. Stalo se tak čtyři dni poté, co Černá Hora obdržela status kandidátské země Evropské unie.[17]

22. prosince – středa
- Policejní prezident Oldřich Martinů oznámil svou rezignaci k 31. prosinci 2010.[18]
- Rychlobruslařka Martina Sáblíková obhájila český titul Sportovec roku.[19]

26. prosince – neděle
- Ve věku 88 let zemřel ve Spojených státech bývalý venezuelský prezident Carlos Andrés Pérez.[20]

27. prosince – pondělí
- Ve věku 78 let zemřel český herec Viktor Maurer.[21]

30. prosince – čtvrtek
- Ve věku 61 let zemřel v Rusku nizozemský zpěvák Bobby Farrell ze skupiny Boney M.[22]
- Ve věku 65 let zemřel bývalý televizní hlasatel Československé televize Miloš Frýba.[23]

31. prosince – pátek
- Na většině území Česka končí regulace nájemného bytů; ze svých funkcí odcházejí nejvyšší státní zastupkyně Renata Vesecká a policejní prezident Oldřich Martinů.